# Tẩy mực

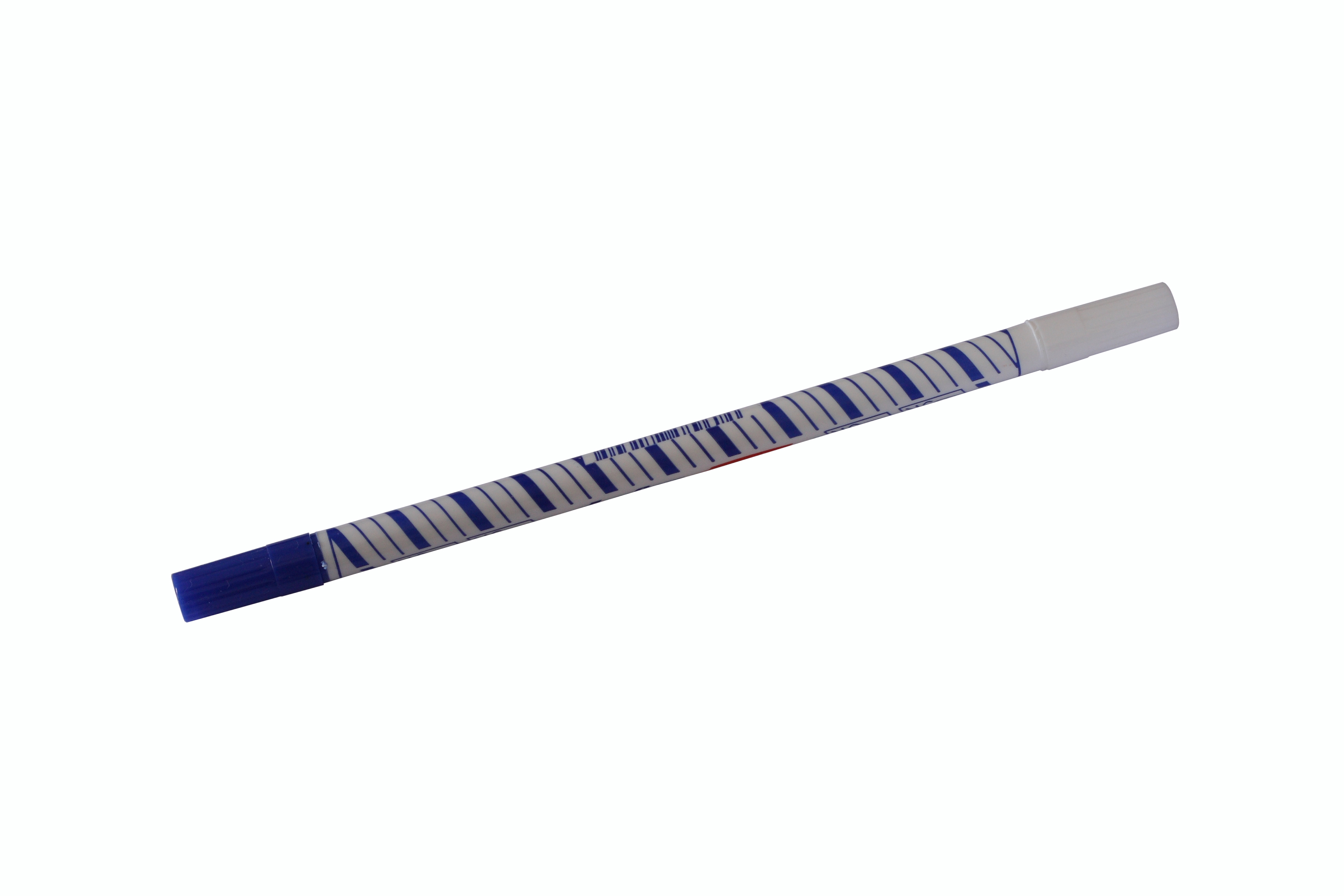
Một loại bút xóa

Tẩy mực hay gôm mực là một công cụ dùng để tẩy xóa mực ra khỏi bề mặt dùng để viết hay vẽ. Hiện tồn tại hai loại tẩy mực chủ yếu. Loại tẩy mực cơ học truyền thống hoạt động theo nguyên lý đơn giản là "cạo" mực ra khỏi bề mặt. Loại bút xóa được làm từ vinyl và có pha trộn một chất hóa học phản ứng với mực nhằm ẩn giấu nó đi.

## Tẩy mực cơ học

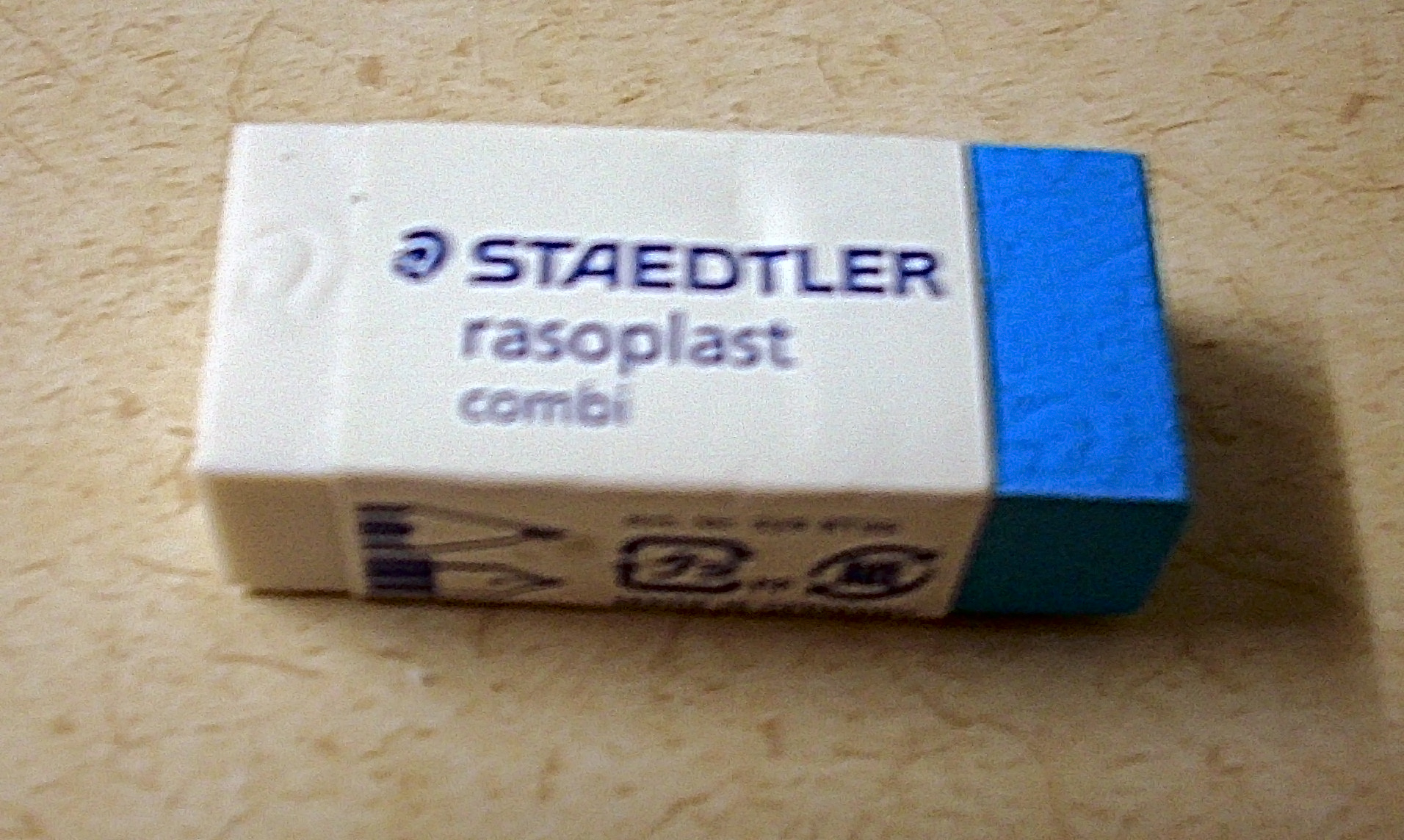
Một cục tẩy hãng Staedtler có một đầu tẩy mực, một đầu tẩy chì.

Nguyên lý của tẩy mực cơ học khá đơn giản: cạo sạch mực ra khỏi bề mặt giấy viết và vì vậy nó thường làm bằng vật liệu cứng - ti như kim loại - và có bề mặt thô nhám. Tẩy mực cơ học được sử dụng rộng rãi trước khi bút xóa ra đời, trong thời gian đó thì phần lớn việc viết lách được thực hiện bằng viết mực chứ không phải bằng viết chì hay máy vi tính. Hiện nay, có tồn tại một số loại tẩy hỗn hợp được gắn kết từ một cục tẩy chì với một cục tẩy mực.
Tuy nhiên, trong quá khứ các tẩy mực cơ học thật ra là những con dao rất nhỏ làm bằng kim loại và vì vậy nó có thể gây tai nạn chết người hay được dùng làm vũ khí. Vào ngày 15 tháng 2 năm 1909, George S. Millit, một nhân viên 15 tuổi làm ở một văn phòng bảo hiểm tại New York, trong khi cố gắng né tránh các nữ tốc ký viên hôn tặng mình nhân ngày sinh nhật, đã vấp ngã và bị con dao tẩy mực trong túi đâm lủng ngực mà chết. Một trường hợp khác là trong một cuộc ẩu đả tại quán rượu vào năm 1885, một người đàn ông đã dùng dao tẩy mực đâm bạn nhậu của mình. Đồng thời, vì bề mặt thô ráp và làm từ vật liệu cứng, tẩy mực có thể làm rách giấy nếu người dùng "cạo giấy" quá mạnh tay hay tẩy một chỗ quá nhiều lần.

## Bút xóa

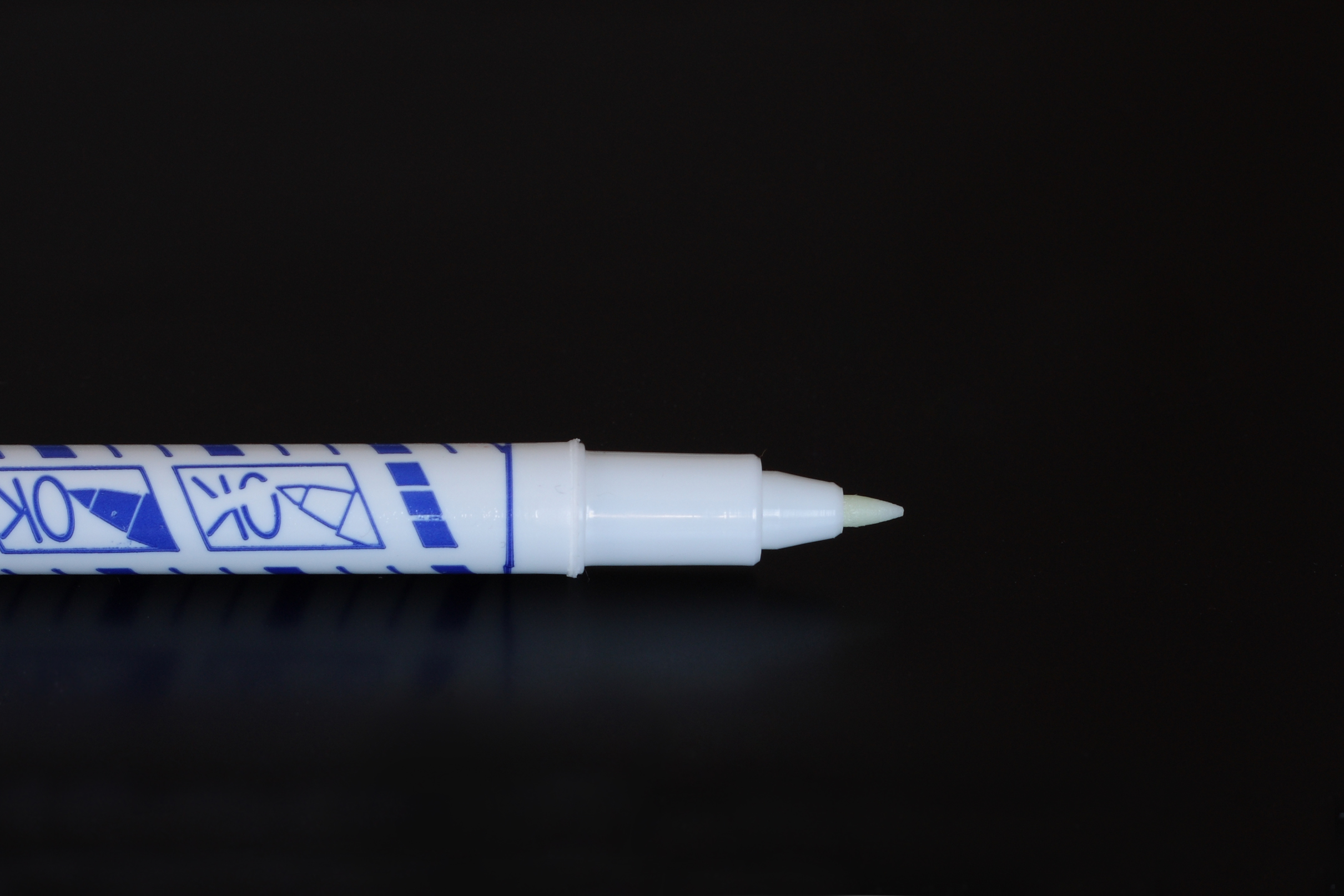
bút xóa hiện đại

Loại bút xóa được hãng Pelikan của Đức sáng chế vào thập niên 1930 và được giới thiệu như là một mẫu hàng mới của Đức vào năm 1972 với cái tên là Tintenkiller (Kẻ giết mực). Nguyên lý hoạt động của bút xóa là sử dụng những hợp chất khi tiếp xúc với mực thì sẽ phá vỡ cấu trúc hình học của nó và vì vậy kiến cho ánh sáng hoàn toàn đi xuyên qua mực và không bị phản xạ lại nữa. Điều này có nghĩa là, mực vẫn còn nằm đó nhưng nó đã trở nên "trong suốt", không thể nhìn thấy. Vết mực có thể được phục hồi lại như cũ nhờ anđêhít. Loại chất hóa học dùng trong tẩy mực này thường là các ion sunphit hay hiđrôxít, khi tương tác với mực thì nó sẽ liên kết với các nguyên tử cacbon của mực làm biến dạng cấu trúc hình học của nó.
Tuy nhiên, loại tẩy này chỉ hoạt động tốt đối với mực có màu xanh lam sậm. Mực đen sẽ bị biến thành nâu của gỉ sắt, còn với các màu khác thì mực này chỉ làm thay đổi sắc tương (hue) của chúng mà thôi.

## Một số thương hiệu nổi tiếng
- Pelikan (Super Sheriff và Super Pirat) - hãng sáng chế ra loại bút xóa đầu tiên.
- Reynolds (Magic +)
- Thiên Long